# Vito Kapo
Pour les articles homonymes, voir Kapo (homonymie).
Vito Kapo, née Kondi le 11 septembre 1922 à Gjirokastër et morte le 29 février 2020, est une femme politique albanaise, qui a été ministre de l'Industrie légère et alimentaire entre 1982 et 1990. Elle est la femme d'un membre du Politburo du Parti du travail d'Albanie (Partia e Punës e Shqipërisë, ou PPSh), Hysni Kapo, et la sœur d'un héros de la résistance albanaise pendant la Seconde Guerre mondiale, Alqi Kondi.

## Biographie
Vito Kondi a participé au cours de la Seconde Guerre mondiale à la résistance anti-fasciste contre les Italiens et les Allemands et au mouvement communiste de l'indépendance.
Elle s'est mariée en 1945 à Hysni Kapo (compagnon d'armes d'Enver Hoxha) qui deviendra plus tard, jusqu'à sa mort en 1979, secrétaire du Comité central (CC) du PPSh, le troisième homme politique par ordre d'importance en Albanie, sous le régime de la République populaire socialiste d'Albanie, après le premier secrétaire du Comité central Enver Hoxha et le Premier ministre Mehmet Shehu.
Pendant cette période de la dictature d'Enver Hoxha en Albanie, elle était à côté de Nexhmije Hoxha et de Fiqret Shehu, les épouses respectives de Hoxha et Shehu, l'une des femmes politiques les plus influentes dans le pays.
En 1950, Vito Kapo siège avec les représentants de l'Assemblée populaire d'Albanie (Kuvendi Popullor), jusqu'en 1991. En 1955, elle succède à Nexhmije Hoxha, femme d'Enver Hoxha, comme présidente de l'Association des femmes de PPSh, et ce jusqu'en jusqu'en 1982. Elle est également membre du Présidium de l'Assemblée populaire, animé par Haxhi Lleshi.
Le 23 novembre 1982,  elle est désignée ministre de l'Industrie légère et alimentaire, dans le gouvernement du Premier ministre Adil Carcani,. Peu de temps après la mort de Mehmet Shehu (un suicide, officiellement, qui ressemble à une élimination), Enver Hoxha écarte les derniers fidèles du clan de Mehmet Shehu, et fait venir au gouvernement à la fois des personnalités plus jeunes et des figures historiques, comme Vito Kapo, de la lutte antifasciste et du Parti du Travail. Les divergences entre le chef du parti Enver Hoxha et le chef du gouvernement Mehmet Shehu portaient sur la question de l'ouverture économique du pays à l'égard de l'Europe occidentale, souhaitée, semble-t-il, par Mehmet Shehu, remettant en cause la politique isolationniste d'Enver Hoxha. Elle reste à ce poste de ministre jusqu'au 9 juillet 1990.